# Мжут
Мжут — река в Московской области России.
Протекает по территории Можайского района. Берёт начало у деревни Артёмки, впадает в реку Протву в 204 км от её устья по левому берегу, в 2 км ниже села Борисово. В верхнем течении в жаркое лето иногда пересыхает. У деревни Сивково плотиной образован большой пруд.
Длина реки составляет 34 км, площадь водосборного бассейна — 138 км².
По данным Государственного водного реестра России, относится к Окскому бассейновому округу. Речной бассейн — Ока, речной подбассейн — бассейны притоков Оки до впадения Мокши, водохозяйственный участок — Протва от истока до устья.